# Teresa Mulally
Teresa Mulally (octobre 1728 - 9 février 1803) est une éducatrice, une femme d'affaires et une philanthrope irlandaise.

## Biographie
Teresa Mulally est née à Pill Lane, près de Chancery Street, Dublin en octobre 1728. Elle est la seule fille de Daniel et Elizabeth Mulally. Dans son enfance, son père prend sa retraite de son activité de marchand et la famille déménage à Phrapper Lane. Sa mère qui aide les pauvres dans les hivers rigoureux de 1740 et 1741 est la source d'inspiration pour la philanthropie de Mulally.
Elle déménage pour vivre avec un parent âgé pendant quatre ans à Chester à la fin des années 1740. Cette personne lui laisse un héritage de 70 £. Avec cet argent, Mulally créé une entreprise de chapellerie et ces nouveaux dividendes lui permettent d'investir davantage. Elle est une femme d'affaires compétente, mais elle perd tout intérêt pour les affaires après la mort de ses deux parents en 1762. Elle décide alors de consacrer sa vie aux pauvres, grâce à un revenu de retraite annuel de 30 £,.
Ayant abandonné l'idée de rejoindre un couvent, Mulally prend conscience du manque d'éducation des filles pauvres dans sa paroisse de St Michan's. Elle ouvre une école sur Mary's Lane en 1766 avec l'aide des pères jésuites John Austin et James Philip Mulcaile (1727-1801). En juin 1766, Mulally et Mulcaile publie An address to the charitable of St Michan's parish qui décrit leur plan pour l'école afin d'obtenir des souscriptions des catholiques locaux. Le programme d'études comporte une grande quantité d'instructions religieuses et comprend également la lecture, l'écriture, l'arithmétique, la fabrication de gants, la couture et le tricot. Malgré la possibilité d'être persécutée en vertu des lois pénales, Mulally et ses assistantes, Anne Corballis (morte en 1793) et Judith Clinch, ont enseigné jusqu'à 100 filles. L'école s'agrandit en 1771 lorsque Mulally établit un orphelinat et un pensionnat,.
Mulally se lie d'amitié avec Nano Nagle, avec qui elle correspond pendant deux ans après leur première rencontre à Cork en septembre 1778. Sa santé décline, et elle est impatiente que les Presentation Sisters reprennent son école. Dans cet esprit, elle commence à rechercher des recrues dans le but de créer une communauté à Dublin. Elle poursuit ses efforts après la mort de Nagle en avril 1784 et conclut avec l'achat de verreries désaffectées à George's Hill près de l'école en août 1787. Ce site devient un couvent en août 1789 avec la santé de deux grands legs et un don de 1000 £. Une chapelle est achevée sur le site en 1801. C'est en avril 1794 que deux novices professes à Cork, viennent à Dublin pour diriger le nouveau couvent. Deux autres religieuses ont été reçues en 1796, dont Judith Clinch,.
Mulally ne rejoint pas l'ordre, mais elle vit le reste de sa vie dans la maison orpheline à côté du couvent. De là, elle s'occupe des finances de l'école. Elle meurt le 9 février 1803 dans la maison des orphelins et est enterrée dans le caveau de la chapelle du couvent. Elle laisse la plupart de ses biens à l'école.